# Desbordesia
Desbordesia là một chi thực vật có hoa trong họ Irvingiaceae.

## Loài
Chi Desbordesia gồm các loài: